# Kelowna International Airport
Kelowna International Airport är en flygplats i Kanada.   Den ligger i provinsen British Columbia, i den södra delen av landet, 3 300 km väster om huvudstaden Ottawa. Kelowna International Airport ligger 433 meter över havet.
Terrängen runt Kelowna International Airport är varierad. Runt Kelowna International Airport är det ganska tätbefolkat, med 67 invånare per kvadratkilometer.. Närmaste större samhälle är Kelowna, 11,2 km sydväst om Kelowna International Airport.
I omgivningarna runt Kelowna International Airport växer i huvudsak barrskog.